# 欧文·加里欧特
欧文·凯·加里欧特（英語：Owen Kay Garriott，1930年11月22日—2019年4月15日）曾是一位美国国家航空航天局的宇航员，执行过天空实验室3号和STS-9任务。